# Alghero rosato
L'Alghero rosato est un vin rosé italien de la région Sardaigne doté d'une appellation DOC depuis le 19 août 1995. Seuls ont droit à la DOC les vins rouges récoltés à l'intérieur de l'aire de production définie par le décret. 

## Aire de production
Les vignobles autorisés se situent en province de Sassari dans les communes de Alghero, Olmedo, Ossi, Tissi, Usini, Uri, Ittiri ainsi qu'en partie sans la commune de Sassari.
Voir aussi l’article Alghero frizzante rosato.

## Caractéristiques organoleptiques
- couleur : rosé
- odeur : vineux, délicat, agréable
- saveur : sèche ou doux, harmonique

L'Alghero rosato se déguste à une température de 9 à 11 °C et il se gardera 1 – 2 ans. 

## Production
Province, saison, volume en hectolitres :
- pas de données disponibles .